# Xestoleberis olivacea
Xestoleberis olivacea is een mosselkreeftjessoort uit de familie van de Xestoleberididae. De wetenschappelijke naam van de soort is voor het eerst geldig gepubliceerd in 1898 door Brady.